# Anopheles kalawara
Anopheles kalawara este o specie de țânțari din genul Anopheles, descrisă de Stoker și Waktoedi în anul 1949. Conform Catalogue of Life specia Anopheles kalawara nu are subspecii cunoscute.